# ميرنا المر
ميرنا المر أبو شرف، رئيسة اتحاد بلديات المتن في لبنان. والدها النائب ميشال المرّ وشقيقها الوزير إلياس المرّ.
كانت متزوجة من الصحافي والنائب جبران تويني وانفصلت عنه منذ سنوات وهي والدة بناته الصحافية والنائب نايلة وميشال.